# Мартин Маљутин
Мартин Владимирович Маљутин (рус. Мартин Владимирович Малютин; Бугуљма, 5. јул 1999) руски је пливач чија специјалност су трке слободним стилом. Освајач је медаља са светских и европских првенстава, како у сениорској, тако и у јуниорској конкуренцији. 

## Спортска каријера
Успешан деби на међународној сцени, Маљутин је имао још као јуниор 2017. године, освајајући медаље на европском и светском првенству у конкуренцији јуниора. 
Деби у сениорској конкуренцији је имао на европском првенству у Глазгову 2018, где је најзапаженије резултате остварио у штафетним тркама на 4×200 слободно у мушкој и микс конкуренцији, а у обе трке је освојио сребрне медаље. Сребрну медаљу у трци на 4×200 слободно је освојио и на Светском првенству у малим базенима одржаном у децембру месецу исте године у кинеском Хангџоуу.
Први наступ на светским првенствима у великим базенима је имао у корејском Квангџуу 2019, где се такмичио у три дисциплине. Најбољи појединачни резултат остварио је у трци на 200 слободно, у којој је освојио бронзану медаљу. Иако је у финалу те трке Маљутин испливао поделио четврто место са британским пливачем Данканом Скотом, обојица су освојили бронзану медаљу након што је победник трке Данас Рапшис дисквалификован због погрешног старта. Медаљу, и то сребрну, освојио је и у трци штафета на 4×200 слободно, заједно са Довгаљуком, Вековишчевим и Краснихом, док је трку на  400 слободно завршио у квалификацијама на 11. месту.